# Лос-Колорадос (формація)
29°48′ пд. ш. 67°54′ зх. д. / 29.8° пд. ш. 67.9° зх. д.
Формація Лос-Колорадос — геологічна формація осадової гірської породи басейну Ісчігуаласто-Вілья Уньйон, що лежить в провінціях Сан-Хуан і Ла-Ріоха на заході Аргентини. Утворення датується норійським віком пізнього тріасу.
До глибини 600 м ця потужна формація включає пісковики, алевроліти, аргіліти та конгломерати з шарами гіпсу, що відкладені у річкових та озерних середовищах.
Утворення відоме скам'янілостями ранніх динозаврів, у тому числі целофізоїда Zupaysaurus і прозавроподів Coloradisaurus, Lessemsaurus і Riojasaurus. Магнітостратиграфічний аналіз показує, що формація Лос-Колорадос утворилася між 227 і 213 мільйонами років тому.

## Опис
Формація Лос-Колорадос — це найвища стратиграфічна одиниця з приблизною товщиною 600 м з групи Агуа-де-ла-Пенья в басейні Ісчігуаласто-Вілья Уньйон. Відкрита у провінційному парку Ісчігуаласто, об'єкті Всесвітньої спадщини в Аргентині. Формація поступово перекриває формацію Ісчігуаласто і неузгоджено перекривається крейдовою формацією Серро-Рахадо. Формація складається з червоно-кольорових пісковиків від дрібного до середнього розміру разом з алевролітами та допоміжними заплавними аргілітами з раннім розвитком кальцизолу.

## Копалини

### Анапсиди
| Анапсиди формації Лос-Колорадос | Анапсиди формації Лос-Колорадос | Анапсиди формації Лос-Колорадос | Анапсиди формації Лос-Колорадос | Анапсиди формації Лос-Колорадос | Анапсиди формації Лос-Колорадос | Анапсиди формації Лос-Колорадос |
| Рід                             | Види                            | Місцезнаходження                | Матеріал                        | Примітки                        | Зображення                      |                                 |
| ------------------------------- | ------------------------------- | ------------------------------- | ------------------------------- | ------------------------------- | ------------------------------- | ------------------------------- |
| Palaeochersis                   | P. talampayensis                |                                 |                                 | [ 3 ] [ 4 ]                     |                                 |                                 |

### Синапсиди
| Синапсиди формації Лос-Колорадос | Синапсиди формації Лос-Колорадос | Синапсиди формації Лос-Колорадос | Синапсиди формації Лос-Колорадос | Синапсиди формації Лос-Колорадос | Синапсиди формації Лос-Колорадос |
| Рід                              | Види                             | Місцезнаходження                 | Матеріал                         | Примітки                         | Зображення                       |
| -------------------------------- | -------------------------------- | -------------------------------- | -------------------------------- | -------------------------------- | -------------------------------- |
| Chaliminia                       | C. musteloides                   |                                  |                                  | [ 3 ]                            |                                  |
| Jachaleria                       | J. colorata                      |                                  |                                  |                                  |                                  |
| Tessellatia                      | T. bonapartei                    |                                  |                                  | [ 5 ]                            |                                  |

### Архозавроморфи
| Архозавроморфи формації Лос-Колорадос | Архозавроморфи формації Лос-Колорадос             | Архозавроморфи формації Лос-Колорадос | Архозавроморфи формації Лос-Колорадос | Архозавроморфи формації Лос-Колорадос |
| Таксони                               | Місцезнаходження                                  | Примітки                              | Зображення                            |                                       |
| ------------------------------------- | ------------------------------------------------- | ------------------------------------- | ------------------------------------- | ------------------------------------- |
| Рід: - Fasolasuchus 1. F. tenax       | Провінція Ла-Ріоха                                | [ 1 ] [ 3 ]                           |                                       |                                       |
| Рід: - Neoaetosauroides 1. N. engaeus | Quebrada de los Jachaleros, Ель-Сальто (Сан-Хуан) | [ 3 ]                                 |                                       |                                       |
| Рід: - Riojasuchus 1. R. tenuisceps   |                                                   | [ 3 ] [ 6 ]                           |                                       |                                       |

#### Крокодиломорфи
| Крокодиломорфи формації Лос-Колорадос     | Крокодиломорфи формації Лос-Колорадос             | Крокодиломорфи формації Лос-Колорадос | Крокодиломорфи формації Лос-Колорадос | Крокодиломорфи формації Лос-Колорадос |
| Таксони                                   | Місцезнаходження                                  | Примітки                              | Зображення                            |                                       |
| ----------------------------------------- | ------------------------------------------------- | ------------------------------------- | ------------------------------------- | ------------------------------------- |
| Рід: - Coloradisuchus 1. C. abelini       | Провінція Ла-Ріоха                                | [ 7 ]                                 |                                       |                                       |
| Рід: - Hemiprotosuchus 1. H. leali        | Quebrada de los Jachaleros, Ель-Сальто (Сан-Хуан) | [ 3 ] [ 7 ]                           |                                       |                                       |
| Рід: - Pseudhesperosuchus 1. P. jachaleri | Quebrada de los Jachaleros, Ель-Сальто (Сан-Хуан) | [ 3 ]                                 |                                       |                                       |

#### Динозаври
| Dinosaurs of Los Colorados Formation  | Dinosaurs of Los Colorados Formation | Dinosaurs of Los Colorados Formation                                                   | Dinosaurs of Los Colorados Formation | Dinosaurs of Los Colorados Formation |
| Таксони                               | Місцезнаходження                     | Notes                                                                                  | Images                               |                                      |
| ------------------------------------- | ------------------------------------ | -------------------------------------------------------------------------------------- | ------------------------------------ | ------------------------------------ |
| Рід: - Coloradisaurus 1. C. brevis    | La Rioja Province                    | Череп                                                                                  |                                      |                                      |
| Рід: - Lessemsaurus 1. L. sauropoides | La Rioja Province                    | «Частково шийні, спинні та крижові хребці.»                                            |                                      |                                      |
| Інфраряд: - Prosauropoda              | La Rioja & San Juan Provinces        | Включає Strenusaurus procerus. «Спинні, хвостові, частково передні та задні кінцівки.» |                                      |                                      |
| Рід: - Powellvenator 1. P. podocitus  | Ischigualasto-Villa Unión Basin      | Відомий з раніше неописаних часткових задніх кінцівок                                  |                                      |                                      |
| Рід: - Riojasaurus 1. R. incertus     | La Rioja Province                    | [ 3 ] [ 1 ]                                                                            |                                      |                                      |
| Рід - Zupaysaurus 1. Z. rougieri      | La Rioja Province                    | [ 3 ] [ 1 ]                                                                            |                                      |                                      |

### Іхнофосилії
- Brachychirotherium sp.[9]
- Chirotherium sp.[10][11]